# Frederik Henrik Vilhelm af Slesvig-Holsten-Sønderborg-Glücksborg
Frederik Henrik Vilhelm, hertug af Slesvig-Holsten-Sønderborg-Glücksborg (15. marts 1747 – 13. marts 1779) var den sidste hertug af den ældre glücksborgske linje.

## Biografi
Han var søn af hertug Frederik af Glücksborg og født 15. marts 1747. Efter faderens eksempel trådte han i dansk krigstjeneste, blev 1767 kaptajn, 1768 oberst i Kavaleriet og 1776 generalmajor. Han tiltrådte som hertug ved faderens død 10. november 1766 – han skal have proklameret sin tiltrædelse fra en tønde i stalden –, men døde selv uden arvinger 13. marts 1779. Ved hans død hjemfaldt lenet efter den med de efterlevende sønderborgske hertuger trufne overenskomst til den danske krone.

## Ægteskab
Han ægtede 1769 Anna Caroline af Nassau-Saarbrücken (f. 31. december 1751), som efter hans død ægtede Frederik Carl Ferdinand af Braunschweig-Lüneburg-Bevern, dansk general (d. 1809 på Glücksborg Slot), og døde på Glücksborg Slot 12. april 1824. Efter hendes død tildeltes titlen Glücksborg hertug Vilhelm af Slesvig-Holsten-Sønderborg-Glücksborg.

## Eksterne links
- Hans den Yngres efterkommere Arkiveret 24. oktober 2020 hos  Wayback Machine